# Lịch sử Krym

Các khu định cư cổ đại tại Krym và khu vực xung quanh

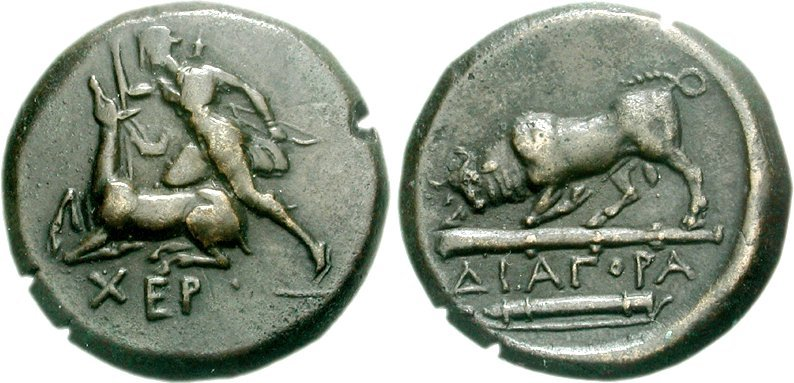
Đồng xu từ Chersonesus biểu thị Artemis, hươu, bò, dùi cui và bao đựng tên (k. 300 TCN)

Lịch sử thành văn của bán đảo Krym, từng có tên là Tauris, Taurica (tiếng Hy Lạp: Ταυρική hoặc Ταυρικά), và Chersonese Taurica (tiếng Hy Lạp: Χερσόνησος Ταυρική, "bán đảo Taurica"), bắt đầu vào khoảng thế kỷ 5 TCN khi một số thuộc địa của người Hy Lạp được thành lập dọc theo bờ biển của bán đảo, quan trọng nhất trong số này là Chersonesos gần Sevastopol hiện nay, còn người Scythia và Tauri sống tại vùng nội địa ở phía bắc. Duyên hải phía Nam dần hợp nhất thành  Vương quốc Bosporus, sau đó bị Pontus sáp nhập và rồi trở thành một vương quốc chư hầu của La Mã (63 TCN – 341). Duyên hải phía Nam vẫn theo văn hoá Hy Lạp trong gần hai nghìn năm, bao gồm dưới thời các nhà nước kế tục của La Mã là Đế quốc Byzantine (341–1204), Đế quốc Trebizond (1204–1461), và Thân vương quốc Theodoro (kết thúc 1475) độc lập. Trong thế kỷ 13, một số thành phố cảng của Krym nằm dưới quyền kiểm soát của Venezia và của Genova, nhưng phần nội địa thì kém ổn định hơn nhiều, phải hứng chịu một loạt các cuộc chinh phục và xâm lăng kéo dài. Trong thời kỳ Trung cổ, bán đảo bị Kiev Rus' chinh phục một phần, Thân vương Vladimir Vĩ đại được rửa tội tại Sevastopol, đánh dấu khởi đầu Cơ Đốc giáo hoá Kiev Rus'. Khi người Mông Cổ xâm chiếm châu Âu, phần phía bắc và giữa của Krym rơi vào tay Hãn quốc Kim Trướng, và đến thập niên 1440 thì Hãn quốc Krym hình thành sau khi Kim Trướng sụp đổ nhưng nhanh chóng trở thành nước phụ thuộc của Đế quốc Ottoman, đế quốc này cũng chinh phục các khu vực duyên hải vốn dĩ độc lập với Hãn quốc Krym. Một nguồn góp phần vào sự phồn vinh trong những thời kỳ này là từ việc thường xuyên đột kích vào Nga để bắt nô lệ.
Năm 1774, Đế quốc Ottoman chiến bại trước Đế quốc Nga dưới quyền Yekaterina Đại đế. Hiệp định Küçük Kaynarca buộc Sublime Porte công nhận người Tatar Krym độc lập về chính trị. Nữ hoàng Nga ra lệnh hợp nhất Krym vào năm 1783. Do đánh bại Đế quốc Ottoman nên sức mạnh của Đế quốc Nga gia tăng tại khu vực Biển Đen. Krym là lãnh thổ Hồi giáo đầu tiên tuột khỏi quyền bá chủ của sultan Ottoman. Từ năm 1853 đến năm 1856, vị trí chiến lược của bán đảo trong việc kiểm soát Biển Đen khiến đây là nơi diễn ra các cuộc giao tranh chính trong Chiến tranh Krym, kết quả là Nga thất bại trước liên quân do Pháp lãnh đạo.
Trong Nội chiến Nga, Krym qua tay nhiều thế lực và là nơi quân Bạch vệ chống Bolshevik của Wrangel nắm giữ cuối cùng vào năm 1920, và hàng chục nghìn quân ở lại bị sát hại trong Khủng bố Đỏ. Năm 1921, Cộng hòa Xã hội chủ nghĩa tự trị Krym được thành lập với vị thế là nước Cộng hòa thuộc Cộng hòa Xã hội chủ nghĩa Xô viết Liên bang Nga. Trong Chiến tranh thế giới thứ hai, Krym bị Đức chiếm đóng cho đến năm 1944. CHXHCNXV Tự trị Krym bị hạ cấp thành một tỉnh trong CHXHCNXV Liên bang Nga vào năm 1945 sau khi chế độ Liên Xô thanh lọc người Tatar Krym. Năm 1954, Krym được chuyển giao cho CHXHCNXV Ukraina trong dịp kỷ niệm 300 năm  Thoả thuận Pereyaslav, được gọi là "tái thống nhất Ukraina với Nga" vào thời Liên Xô.
Sau khi Liên Xô tan rã, Cộng hòa Krym được hình thành vào năm 1992, nhưng bị bãi bỏ vào năm 1995. Cộng hòa Tự trị Krym được thành lập với thẩm quyền vững chắc của Ukraina, và Sevastopol là một thành phố có vị thế đặc biệt. Một hiệp định phân chia Hạm đội Biển Đen của Liên Xô, cho phép Nga tiếp tục đặt hạm đội của họ tại Sevastopol với thời hạn thuê được kéo dài vào năm 2010. Năm 2014, Cộng hòa Krym tuyên bố độc lập từ Ukraina sau một cuộc trưng cầu dân ý gây tranh cãi. Nga sau đó chính thức sáp nhập Krym, nhưng hầu hết quốc gia công nhận Krym là bộ phận của Ukraina.

## Tiền sử

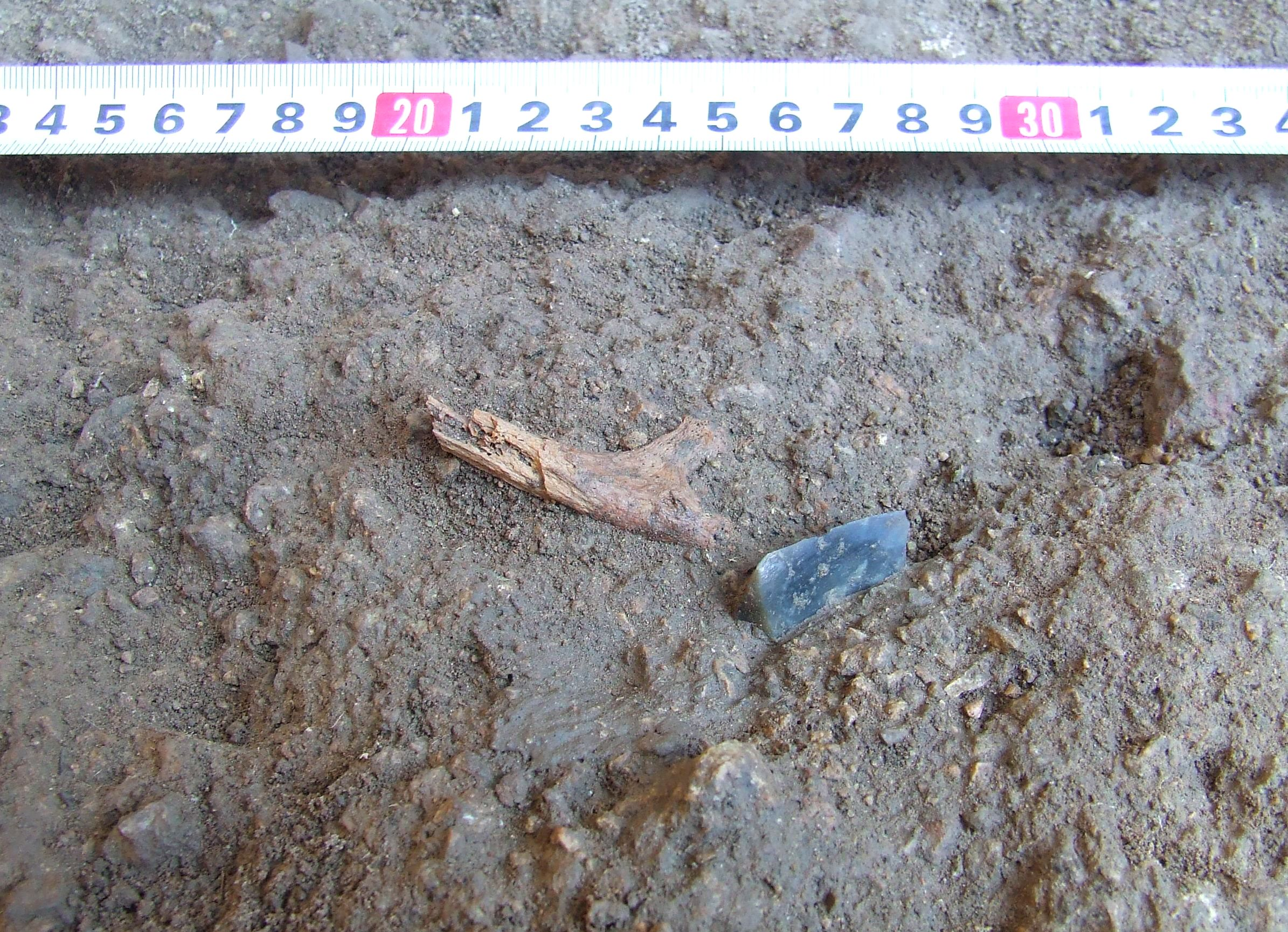
Xương và công cụ từ hang Buran-Kaya.

Bằng chứng khảo cổ học về việc loài người định cư tại Krym có niên đại từ thời đại đồ đá giữa. Các hài cốt người Neanderthal được tìm thấy trong hang Kiyik-Koba có niên đại từ khoảng 80.000 năm trước. Sự chiếm giữ muộn của người Neanderthal cũng được tìm thấy tại Starosele (khoảng 46.000 năm trước) và Buran Kaya III (khoảng 30.000 năm trước).
Các nhà khảo cổ học tìm thấy một vài trong các hài cốt người hiện đại về mặt giải phẫu cổ nhất tại châu Âu trong hang Buran-Kaya thuộc dãy núi Krym (phía đông của Simferopol). Các hoá thạch có niên đại từ 32.000 năm trước, với những hiện vật có liên hệ đến văn hoá Gravettia.
Trong Cực đại băng hà cuối cùng, cùng với bờ biển phía bắc Biển Đen nói chung, Krym là một nơi lánh nạn quan trọng và từ đây trung-bắc châu Âu được tái định cư. Đồng bằng Đông Âu trong thời kỳ này nói chung là các môi trường vùng đất băng giá-hoàng thổ-thảo nguyên, dù khí hậu đã ấm hơn một chút trong một vài khoảng ngắn ngủi và bắt đầu ấm đáng kể sau khi bắt đầu Cực đại băng hà cuối cùng. Mật độ chiếm giữ di chỉ loài người tương đối cao tại khu vực Krym và tăng lên ngay từ khoảng 16.000 năm trước.
Những người ủng hộ giả thuyết đại hồng thủy Biển Đen tin rằng Krym đã không trở thành một bán đảo cho đến tương đối gần đây, là do sự gia tăng mực nước Biển Đen vào thiên niên kỷ thứ 6 TCN.
Giai đoạn bắt đầu thời đại đồ đá mới tại Krym không gắn liền với nông nghiệp, thay vào đó là với bắt đầu sản xuất đồ gốm, những thay đổi trong công nghệ chế tạo công cụ đá lửa, và thuần hoá lợn tại địa phương. Bằng chứng sớm nhất về việc chọn lọc lúa mì tại bán đảo Krym là từ di chỉ Ardych-Burun thời đại đồ đồng đá, có niên đại từ giữa thiên niên kỷ 4 TCN
Đến thiên niên kỷ 3 TCN, văn hoá Yamna hay "hầm mộ" đã vươn đến Krym, được cho là tương ứng với giai đoạn muộn của nền văn hóa Ấn-Âu nguyên thủy trong giả thuyết Kurgan.

## Cổ điển

### Tauri và Scythia

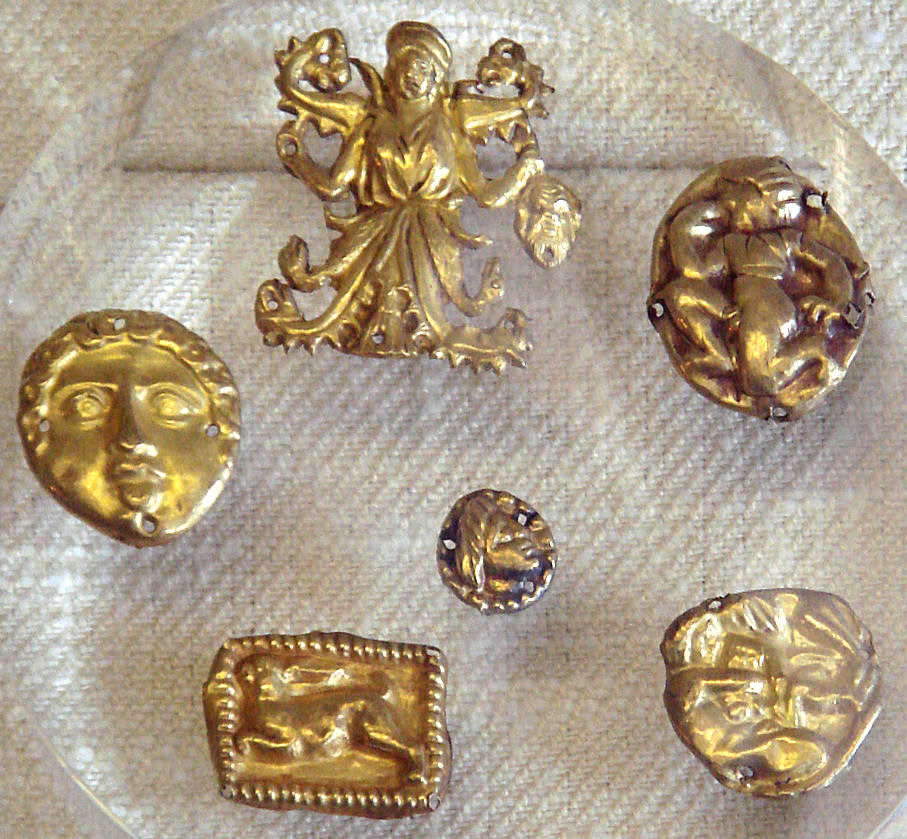
Kho báu Scythia tại Kul-Oba, tại miền đông Krym.

Trong thời đại đồ sắt sớm, có hai nhóm người định cư tại Krym được tách biệt bởi dãy núi Krym, là người Tauri ở phía nam và người Scythia thuộc nhóm Iran ở phía bắc.
Người Tauri hòa trộn với người Scythia bắt đầu từ cuối thế kỷ 3 TCN, họ được gọi là "Tauroscythia" và "Scythotauri" trong các tác phẩm của các tác giả Hy Lạp cổ đại. Trong Geographica, Strabo đề cập người Tauri là một bộ lạc Scythia. Tuy nhiên, Herodotus nói rằng các bộ lạc Tauri về mặt địa lý cư trú bên cạnh người Scythia, nhưng họ không phải là người Scythia. Ngoài ra, người Tauri đã truyền cảm hứng cho các thần thoại Hy Lạp về Iphigenia và Orestes.
Người Hy Lạp cuối cùng thành lập các thuộc địa tại Krym trong  thời đại cổ phong, họ nhìn nhận người Tauri là một dân tộc man di, hiếu chiến. Thậm chí sau nhiều thế kỷ người Hy Lạp và La Mã định cư, người Tauri không bị họ bình định và tiếp tục tham gia việc cướp biển trên Biển Đen. Đến thế kỷ 2 TCN, họ trở thành thần tử-đồng minh của Quốc vương Scythia Scilurus.
Vùng đất ở phía bắc của dãy núi Krym là nơi các bộ lạc Scythia chiếm giữ, trung tâm của họ là thành phố Neapolis thuộc Scythia tại ngoại vi Simferopol hiện nay. Thị trấn cai trị một vương quốc nhỏ bao phủ vùng đất giữa hạ du sông Dnepr (Dnipro) và Krym. Trong thế kỷ 3 và 2 TCN, Neapolis thuộc Scythia là một thành phố "với cư dân Scythia-Hy Lạp hỗn hợp, tường phòng thủ vững mạnh và các toà nhà công cộng lớn được xây dựng theo trật tự của kiến trúc Hy Lạp". Thành phố cuối cùng bị người Goth phá hủy vào giữa thế kỷ 3.

### Khu định cư Hy Lạp

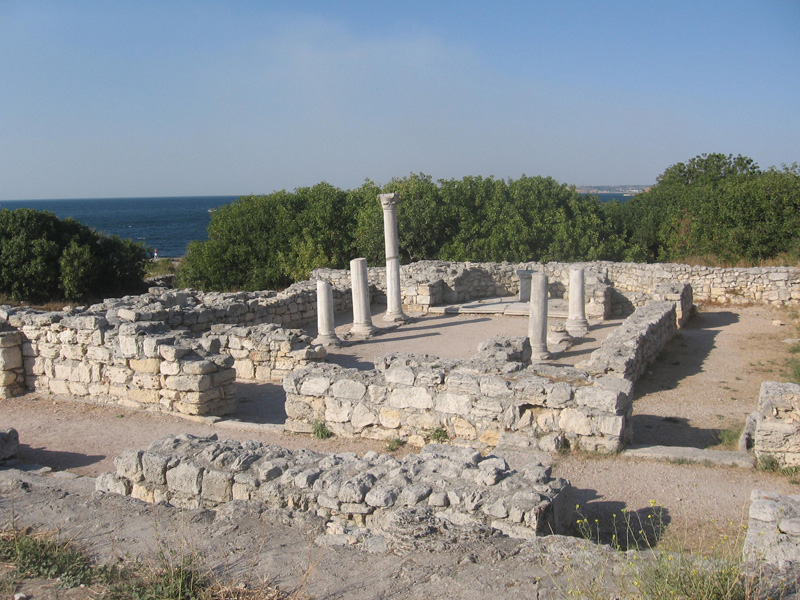
Chersonesos tại Sevastopol hiện nay

Người Hy Lạp cổ đại là những người đầu tiên đặt tên khu vực là Taurica theo tên người Tauri. Do người Tauri chỉ cư trú tại vùng núi phía nam của Krym nên tên gọi Taurica ban đầu được sử dụng chỉ cho phần phía nam này, nhưng sau đó được mở rộng cho toàn bộ bán đảo.

Các thuộc địa Hy Lạp dọc bờ biển phía bắc của Biển Đen vào thế kỷ 5 TCN.

Các thành bang Hy Lạp bắt đầu thành lập các thuộc địa dọc bờ biển Đen của Krym vào thế kỷ 7 hoặc 6 TCN. Theodosia và Panticapaeum được Miletus thành lập. Đến thế kỷ 5 TCN, người Doria từ Heraclea Pontica lập cảng biển Chersonesos (nay là Sevastopol).
Đế quốc Achaemenes Ba Tư dưới quyền Darius I bành trướng đến Krym trong các chiến dịch của ông nhằm chống lại người Scythia vào năm 513 TCN.
Năm 438 TCN, Archon (người cai trị) của Panticapaeum nhận tước hiệu Quốc vương Bosporus Cimmeria, là một nhà nước duy trì quan hệ mật thiết với Athens, cung cấp cho thành phố lúa mì, mật ong và các mặt hàng khác. Người cuối cùng của dòng dõi quốc vương này là Paerisades V, ông bị người Scythia chèn ép, phải đặt mình dưới quyền bảo hộ của Mithridates VI, quốc vương của Pontus, vào năm 114 TCN. Sau khi ông mất, con trai ông là Pharnaces II, được Pompey đầu tư với Vương quốc Bosporus Cimmeria vào năm 63 TCN, như một phần thưởng vì đã trợ giúp cho người La Mã trong chiến tranh chống lại cha ông. Năm 15 TCN, tước hiệu lại được khôi phục thành quốc vương của Pontus, nhưng từ đó được xếp là một nước triều cống của La Mã.

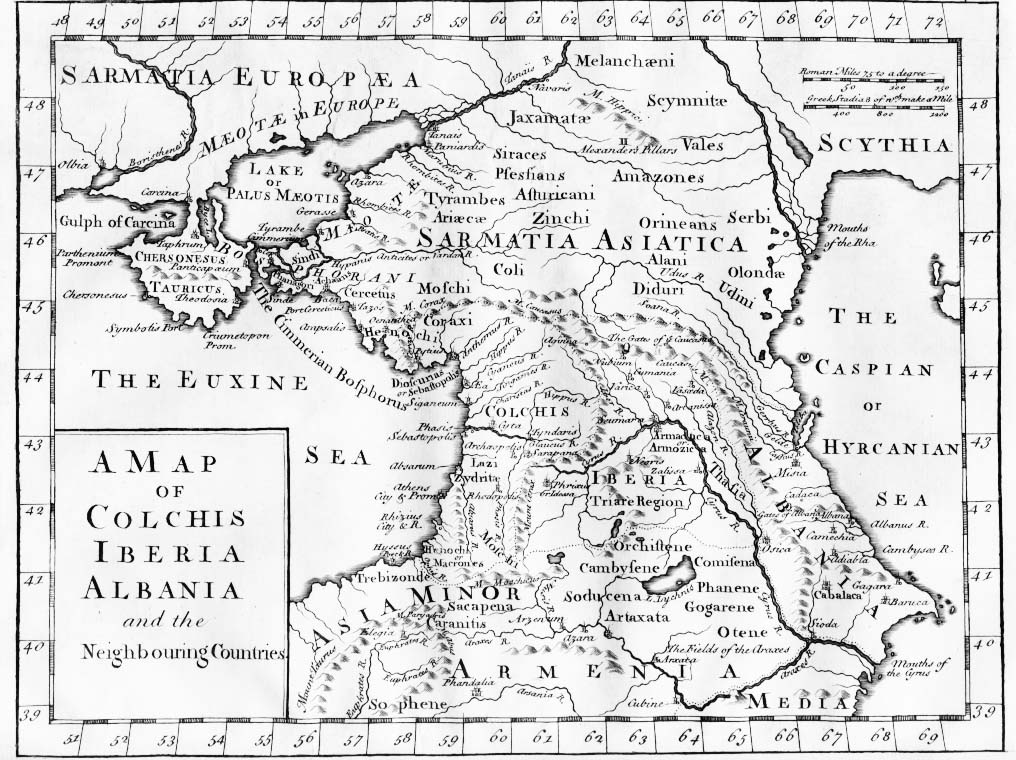
"Chersonesus Tauricus" thời cổ điển, thể hiện trong một bản đồ in tại London, khoảng 1770

### Đế quốc La Mã

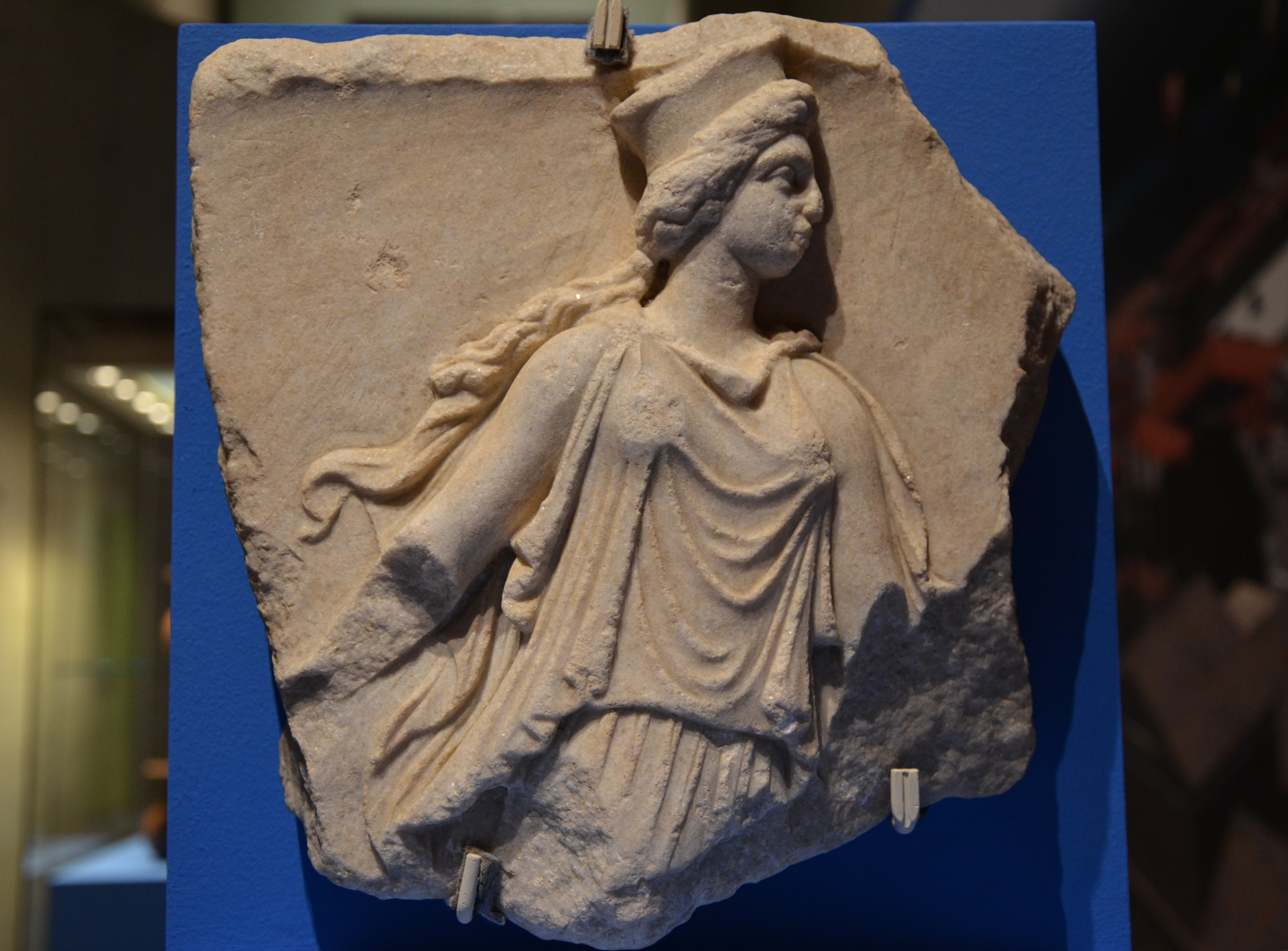
Mảnh phù điêu bằng cẩm thạch miêu tả một Kore, thế kỷ 3 TCN, từ Panticapaeum, Taurica (Krym), Vương quốc Bosporus

Đến thế kỷ 2 TCN, phần phía đông của Taurica trở thành bộ phận của Vương quốc Bosporus, trước khi nó trở thành một vương quốc triều cống của Đế quốc La Mã vào thế kỷ 1 TCN.
Trong các thế kỷ 1, 2, 3, Taurica có các binh đoàn và thực dân La Mã tại Charax, Krym. Thuộc địa Charax được thành lập dưới thời Vespasius với ý định bảo vệ Chersonesos và các cửa hàng mậu dịch Bosporus khỏi người Scythia. Thuộc địa La Mã được bảo vệ bởi một vexillatio của Legio I Italica; nó cũng có một biệt đội của Legio XI Claudia vào cuối thế kỷ 2. Trại bị người La Mã từ bỏ vào giữa thế kỷ 3. Tỉnh thực tế này thuộc quyền kiểm soát bởi legatus của một trong các binh đoàn đóng tại Charax.
Trong suốt các thế kỷ sau đó, Krym bị xâm chiếm hoặc chiếm đóng liên tiếp bởi người Goth (250), người Hun (376), người Bulgar (thế kỷ 4–8), người Khazar (thế kỷ 8).
Tiếng Goth Krym là một ngôn ngữ Đông German, được người Goth Krym nói tại một số địa điểm biệt lập tại Krym cho đến cuối thế kỷ 18.

## Thời Trung cổ

### Rus' và Byzantium

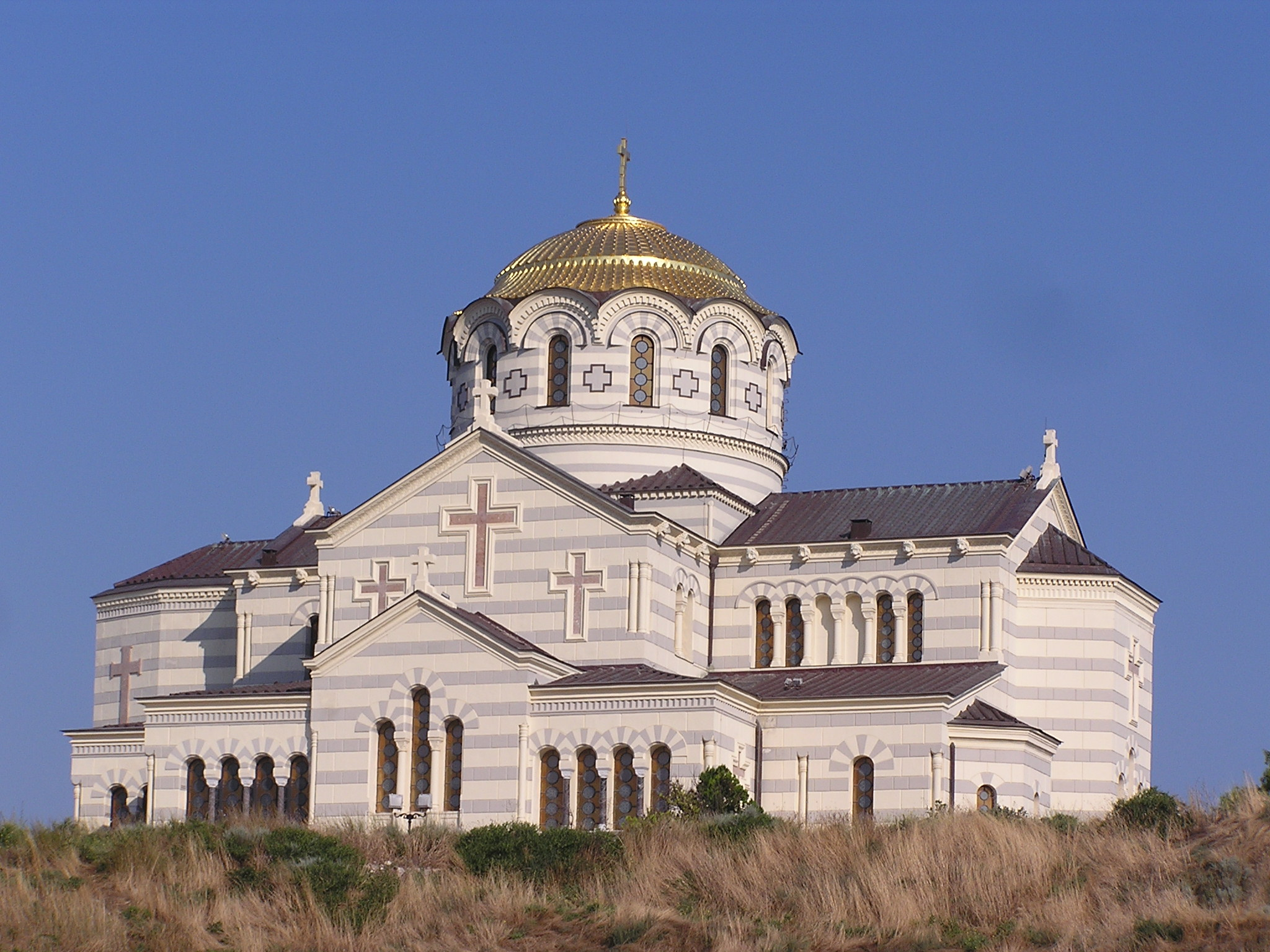
Nhà thờ chính toà Chersonesus được xây dựng trên địa điểm nơi Vladimir Đại đế được cho là được rửa tội vào năm 989.

Đến thế kỷ 9, Byzantium thành lập thema Cherson để phòng thủ chống lại các vụ xâm nhập của Hãn quốc Rus'. Bán đảo Krym từ thời điểm này là nơi tranh giành giữa Byzantium, Rus' và Khazaria. Khu vực vẫn là nơi có các lợi ích chồng chéo, và có liên hệ với các vùng ảnh hưởng Slav, Turk và Hy Lạp thời kỳ đầu trung cổ.
Bán đảo trở thành một trung tâm về mua bán nô lệ. Người Slav bị bán đến Byzantium và những nơi khác tại Anatolia và Trung Đông trong giai đoạn này.
Vào giữa thế kỷ 10, Thân vương Sviatoslav I của Kiev chinh phục khu vực phía đông của Krym, và nó trở thành một phần của Thân vương quốc Tmutarakan của Kiev Rus'. Kiev Rus' giành lấy bán đảo từ Byzantine trong thế kỷ 10; tiền đồn lớn của Byzantine là Chersonesus bị chiếm vào năm 988. Một năm sau, Đại thân vương Vladimir của Kiev chấp thuận kết thân với Hoàng đế Basil II bằng cách kết hôn với em gái ông ta là Anna, và được rửa tội bởi các linh mục Byzantine địa phương tại  Chersonesus, do vậy đánh dấu việc Rus' bước vào thế giới Cơ Đốc giáo. Nhà thờ chính toà Chersonesus đánh dấu vị trí của sự kiện lịch sử này.
Trong quá trình Byzantine sụp đổ, một số thành phố  rơi vào tay chủ nợ là Cộng hòa Genova, thế lực này cũng chinh phục các thành phố do kình địch là Cộng hòa Venezia kiểm soát. Trong toàn bộ giai đoạn này, các khu vực đô thị nói tiếng Hy Lạp và theo Cơ Đốc giáo Đông phương.

### Thảo nguyên Krym
Trong suốt giai đoạn cổ đại và trung đại, vùng nội địa và phía bắc của Krym bị chiếm đóng bởi các nhóm du mục thảo nguyên xâm lăng khác nhau, như
người Tauri, người Cimmeria, người Scythia, người Sarmatia, người Goth Krym, người Alan, người Bulgar, người Hun, người Khazar, người Kipchak và người Mông Cổ.
Vương quốc Bosporus từng thực thi một số quyền kiểm soát đối với phần lớn bán đảo khi đạt đỉnh cao quyền lực, còn Kiev Rus' cũng có một số quyền kiểm soát vùng nội địa Krym sau thế kỷ 10.

### Mông Cổ xâm chiếm và hậu kỳ Trung cổ

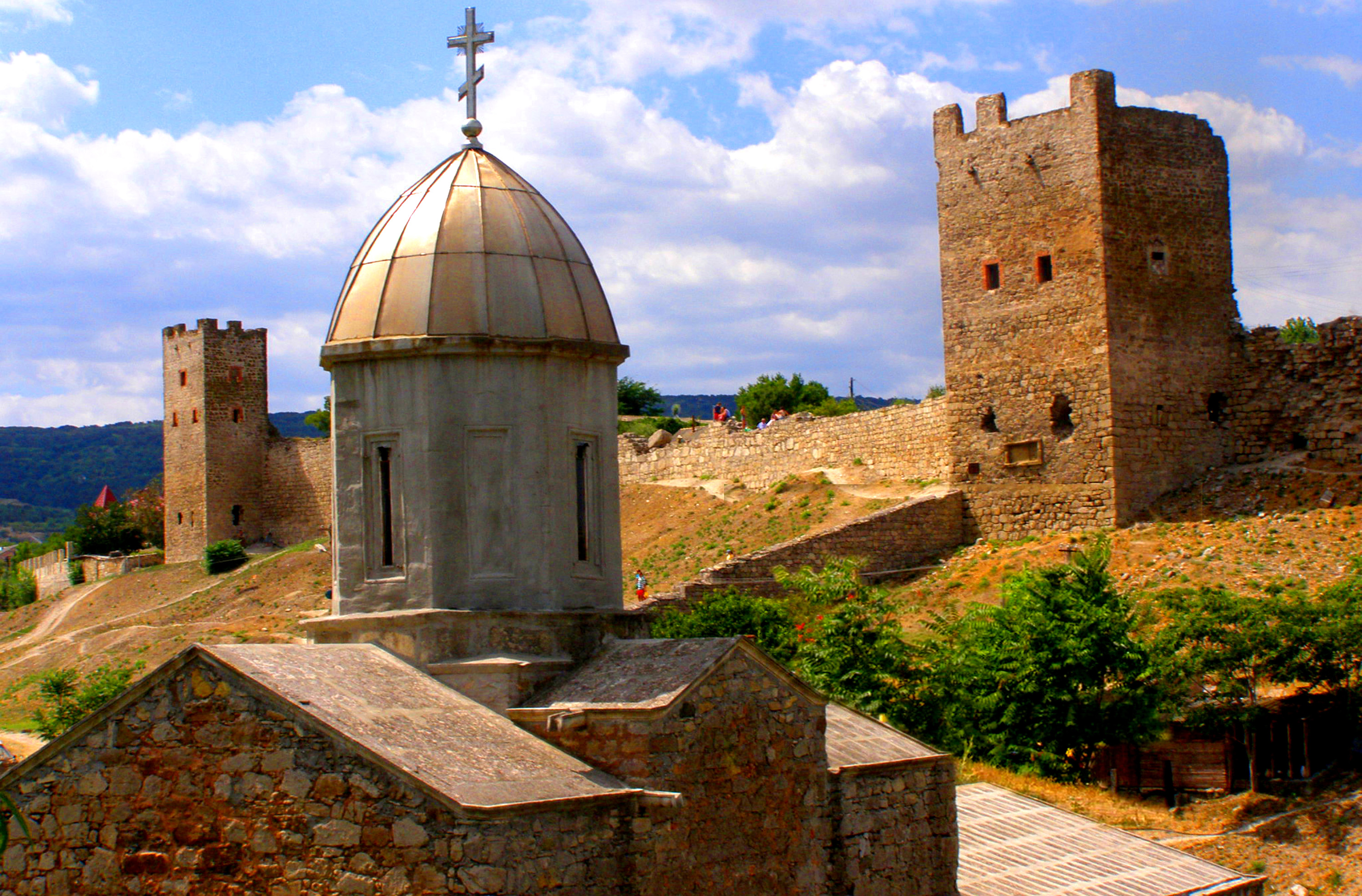
Pháo đài Genova tại Caffa

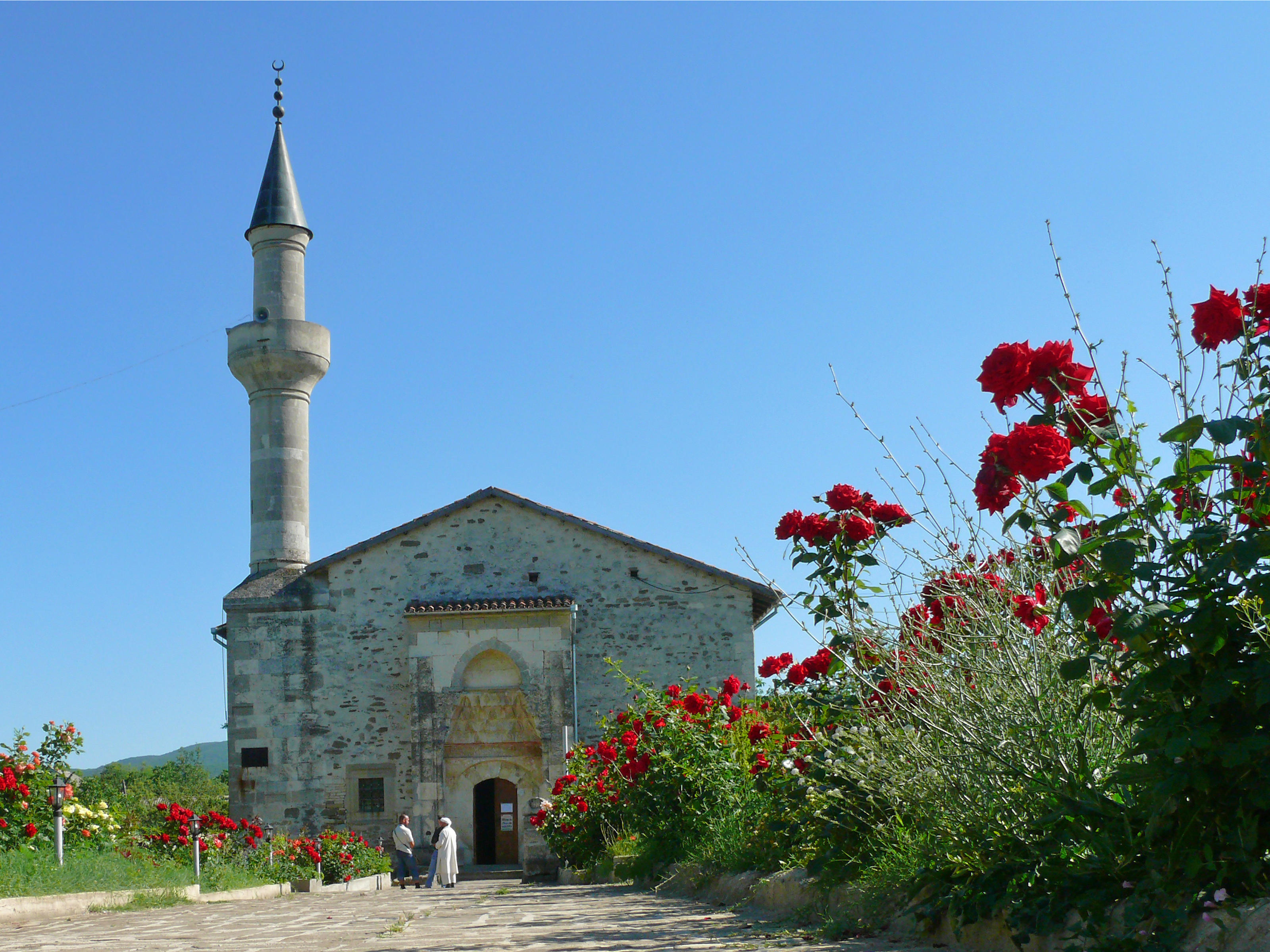
Thánh đường Khan Uzbek 1314, Staryi Krym

Các lãnh thổ hải ngoại của Trebizond là Perateia đã chịu áp lực từ người Genova và người Kipchak vào thời điểm Alexios I của Trebizond mất vào năm 1222, trước khi người Mông Cổ xâm lược về phía tây qua  Volga Bulgaria vào năm 1223.
Kiev Rus' mất quyền kiểm soát vùng nội địa Krym vào đầu thế kỷ 13 do Mông Cổ xâm lược. Vào mùa hè năm 1238, Batu Khan tàn phá bán đảo Krym và bình định Mordovia, tiến đến Kiev vào năm 1240. Vùng nội địa Krym nằm dưới quyền kiểm soát của Hãn quốc Kim Trướng của người Turk-Mông Cổ từ năm 1239 đến năm 1441. Tên gọi Krym có nguồn gốc từ tên của thủ phủ tỉnh  của Hãn quốc Kim Trướng, thành phố này hiện gọi là Staryi Krym.
Perateia của Trebizond trở thành Thân vương quốc Theodoro và  Gazaria thuộc Genova, lần lượt chia sẻ quyền kiểm soát phía nam Krym cho đến khi Ottoman can thiệp vào năm 1475.
Vào thế kỷ 13, Cộng hòa Genova đoạt được các khu định cư mà kình địch của họ là Cộng hòa Venezia xây dựng lên dọc bờ biển Krym và tự lập tại Cembalo (nay là Balaklava), Soldaia (Sudak), Cherco (Kerch) và Caffa (Feodosiya), giành quyền kiểm soát kinh tế Krym và thương mại Biển Đen trong hai thế kỷ. Genova và các thuộc địa của họ chiến đấu một loạt cuộc chiến với các nhà nước Mông Cổ từ thế kỷ 13 đến 15.
Năm 1346, Hãn quốc Kim Trướng bao vây Kaffa (nay là Feodosiya) của Genova, khi đó họ bắn các thi thể chiến binh Mông Cổ thiệt mạng do dịch bệnh vào trong tường thành. Các sử gia suy đoán rằng những người tị nạn Genova từ cuộc giao tranh này có thể đã đưa Cái chết Đen đến Tây Âu.

## Hãn quốc Krym (1443–1783)
Sau khi Hãn quốc Kim Trướng suy sụp, người Tatar Krym thành lập một Hãn quốc Krym độc lập dưới quyền Hacı I Giray (một hậu duệ của Thành Cát Tư Hãn) vào năm 1443. Hacı I Giray và những người kế vị của ông ban đầu cai trị tại Qırq Yer, và sau đó chuyển đến Bakhchisaray.
Người Tatar Krym kiểm soát các thảo nguyên trải rộng từ Kuban đến sông Dniester, nhưng họ không thể đoạt quyền kiểm soát các thị trấn thương mại của người Genova tại Krym. Sau khi người Tatar Krym yêu cầu giúp đỡ từ Đế quốc Ottoman, dưới quyền lãnh đạo của Gedik Ahmed Pasha cường quốc này tiến hành xâm chiếm các thị trấn của Genova vào năm 1475, đưa Kaffa và các thị trấn mậu dịch khác nằm dưới quyền kiểm soát của họ.:78
Sau khi chiếm được các thị trấn của Genova, Sultan Ottoman bắt giam Hãn Meñli I Giray, sau đó phóng thích ông để đổi lấy việc chấp thuận quyền bá chủ của Ottoman đối với các hãn Krym, và Ottoman cho phép họ cai trị với thân phận thân vương triều cống của Đế quốc Ottoman.: 78 Tuy nhiên, các hãn Krym vẫn có quyền tự trị cao, và tuân theo các quy tắc mà họ nghĩ là tốt nhất cho mình.
Người Tatar Krym tiến hành các cuộc đột kích vào các vùng đất Ukraina (Cánh đồng hoang), khi đó họ bắt giữ nô lệ để bán.: 78 Từ năm 1450 đến năm 1586, 86 cuộc đột kích của người Tatar được ghi lại, và con số từ năm 1600 đến năm 1647 là 70.:106 Trong thập niên 1570, gần 20.000 nô lệ mỗi năm được đưa đến bán tại Kaffa.
Các nô lệ và người được tự do chiếm khoảng 75% dân số Krym. Năm 1769, một cuộc đột kích lớn cuối cùng của người Tatar diễn ra trong Chiến tranh Nga-Thổ Nhĩ Kỳ năm 1768-1774, ghi nhận bắt giữ 20.000 nô lệ.

### Xã hội Tatar
Người Tatar Krym là dân tộc chi phối Hãn quốc Krym. Họ bắt nguồn từ một sự hòa trộn phức tạp của các dân tộc Turk định cư tại Krym từ thế kỷ 8, có lẽ cũng hấp thụ tàn dư của người Goth Krym và người Genova. Về mặt ngôn ngữ, người Tatar Krym có liên hệ với người Khazar, những người xâm chiếm Krym vào giữa thế kỷ 8; tiếng Tatar Krym là bộ phận của nhánh Kipchak hay Tây bắc của ngữ hệ Turk, nhưng nó thể hiện ảnh hưởng đáng kể của nhánh Oghuz do sự hiện diện của người Thổ Ottoman tại Krym.
Một khu biệt lập nhỏ của người Karaite Krym được hình thành vào thế kỷ 13, họ là một dân tộc gốc Do Thái thực hành tín ngưỡng Karai và sau đó tiếp nhận một ngôn ngữ Turk. Họ tồn tại giữa người Tatar Krym Hồi giáo, chủ yếu tại khu vực Çufut Qale đồi núi.

### Cossack xâm chiếm
Năm 1553–1554, Hetman Dmytro Vyshnevetsky của người Cossack (tại vị 1550–1557) tập hợp các nhóm Cossack lại với nhau và xây dựng một pháo đài được thiết kế để cản trở các cuộc tấn công của người Tatar vào Ukraina. Cùng với hành động này, ông đã thành lập Sich Zaporozhia, nhờ đó ông  tiến hành một loạt cuộc tấn công vào bán đảo Krym và người Thổ Ottoman.:109
Năm 1774, Đế quốc Ottoman chiến bại trước Yekaterina II của Nga. Sau hai thế kỷ xung đột, hạm đội Nga phá hủy Hải quân Ottoman và Lục quân Nga gây ra những thất bại nặng nề cho Lục quân Ottoman. Hiệp định Küçük Kaynarca sau đó buộc Sublime Porte công nhận người Tatar Krym độc lập về chính trị, có nghĩa là các hãn Krym rơi vào ảnh hưởng của Nga.: 176 Tuy nhiên, Hãn quốc Krym phải chịu sự suy sụp nội bộ dần dần, đặc biệt là sau một vụ tàn sát gây ra một cuộc di cư được Nga hỗ trợ của các thần dân Cơ Đốc giáo khỏi Krym, họ vốn chiếm áp đảo trong các tầng lớp đô thị và sau đó lập nên các thành phố như Mariupol. Nữ hoàng Yekaterina sau đó hợp nhất Krym vào Đế quốc Nga năm 1783, làm tăng sức mạnh của Nga trong khu vực Biển Đen.
Krym là lãnh thổ Hồi giáo đầu tiên tuột khỏi quyền bá chủ của sultan Ottoman. Biên giới của Đế quốc Ottoman dần thu hẹp lại, và Nga sau đó tiến hành đẩy biên giới cường quốc này về phía tây đến sông Dniester.

## Đế quốc Nga (1783–1917)

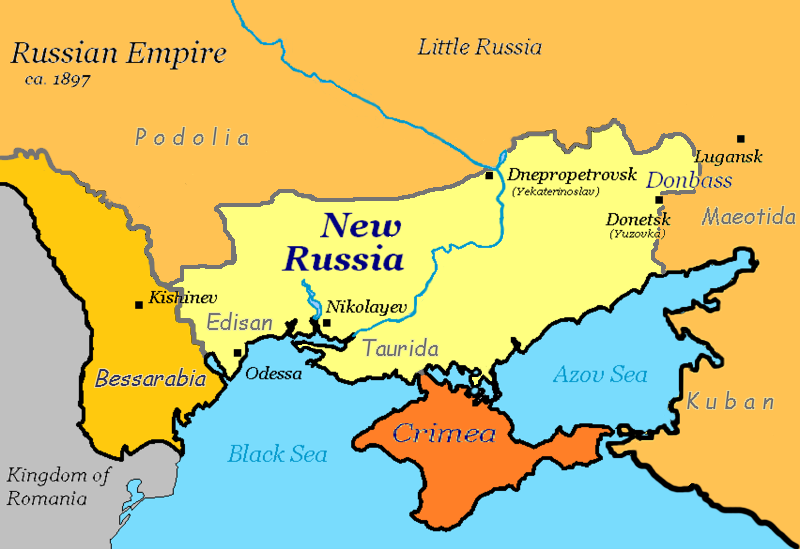
Bản đồ được gọi là Tân Nga vào thời Đế quốc Nga, chỉ phần Tân Nga nay thuộc Ukraina được thể hiện.

Vào ngày 28 tháng 12 năm 1783, Đế quốc Ottoman ký một thoả thuận công nhận việc để mất Krym và các lãnh thổ khác do Hãn quốc Krym nắm giữ. Krym trải qua một số cải cách hành chính sau khi Nga sáp nhập, đầu tiên là  oblast Taurida vào năm 1784 nhưng đến năm 1796 nó bị chia thành hai huyện và bị nhập vào guberniya Novorossia, và guberniya Taurida được thành lập vào năm 1802 với thủ phủ tại Simferopol. Tỉnh này gồm cả bán đảo Krym cùng các khu vực lân cận rộng lớn hơn thuộc đại lục.  Năm 1826, Adam Mickiewicz xuất bản tác phẩm tinh túy của ông Sonnet Krym sau khi đi qua bờ  biển Đen.
Đến cuối thế kỷ 19, người Tatar Krym tiếp tục hình thành thế đông đảo nhất mong manh trong cư dân nông thôn Krym, là bộ phận chiếm ưu thế trong cư dân vùng núi, và khoảng một nửa cư dân thảo nguyên. Bán đảo có số lượng lớn người Nga tập trung tại khu Feodosiya và người Ukraina cũng như một lượng nhỏ người Do Thái (bao gồm người Krymchak và người Karait Krym), người Belarus, người Thổ Nhĩ Kỳ, Armenia, người Hy Lạp và người Digan. Người Đức và người Bulgaria định cư tại Krym vào đầu thế kỷ 19, nhận được các vùng đất lớn và màu mỡ, sau đó các thực dân giàu có bắt đầu mua đất, chủ yếu là tại các huyện Perekopsky và Evpatoria.

### Chiến tranh Krym

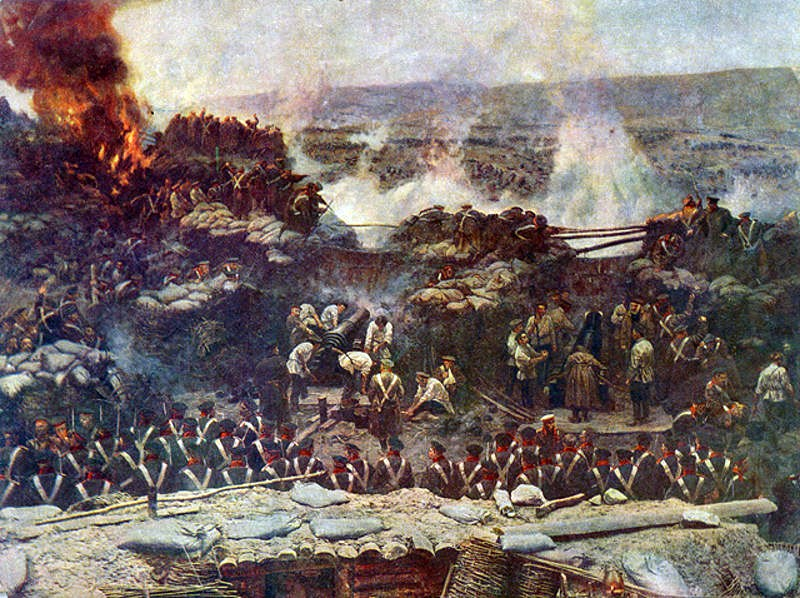
Chi tiết tranh toàn cảnh của Franz Roubaud Bao vây Sevastopol (1904)

Chiến tranh Krym (1853–1856) là một xung đột giữa Đế quốc Nga và một liên minh của Đế quốc Pháp, Đế quốc Anh, Đế quốc Ottoman, Vương quốc Sardegna và Công quốc Nassau. Đây là một phần trong cuộc tranh giành kéo dài giữa các cường quốc châu Âu về ảnh hưởng đối với các lãnh thổ của một Ottoman đang suy sụp. Nga và Ottoman đi đến chiến tranh vào tháng 10 năm 1853 về vấn đề quyền lợi của Nga trong việc bảo vệ Cơ Đốc nhân Chính thống giáo; để ngăn chặn các cuộc chinh phục của Nga thì Pháp và Anh tham gia vào tháng 3 năm 1854. Các cuộc giao tranh chính của cuộc chiến này diễn ra tại Krym.

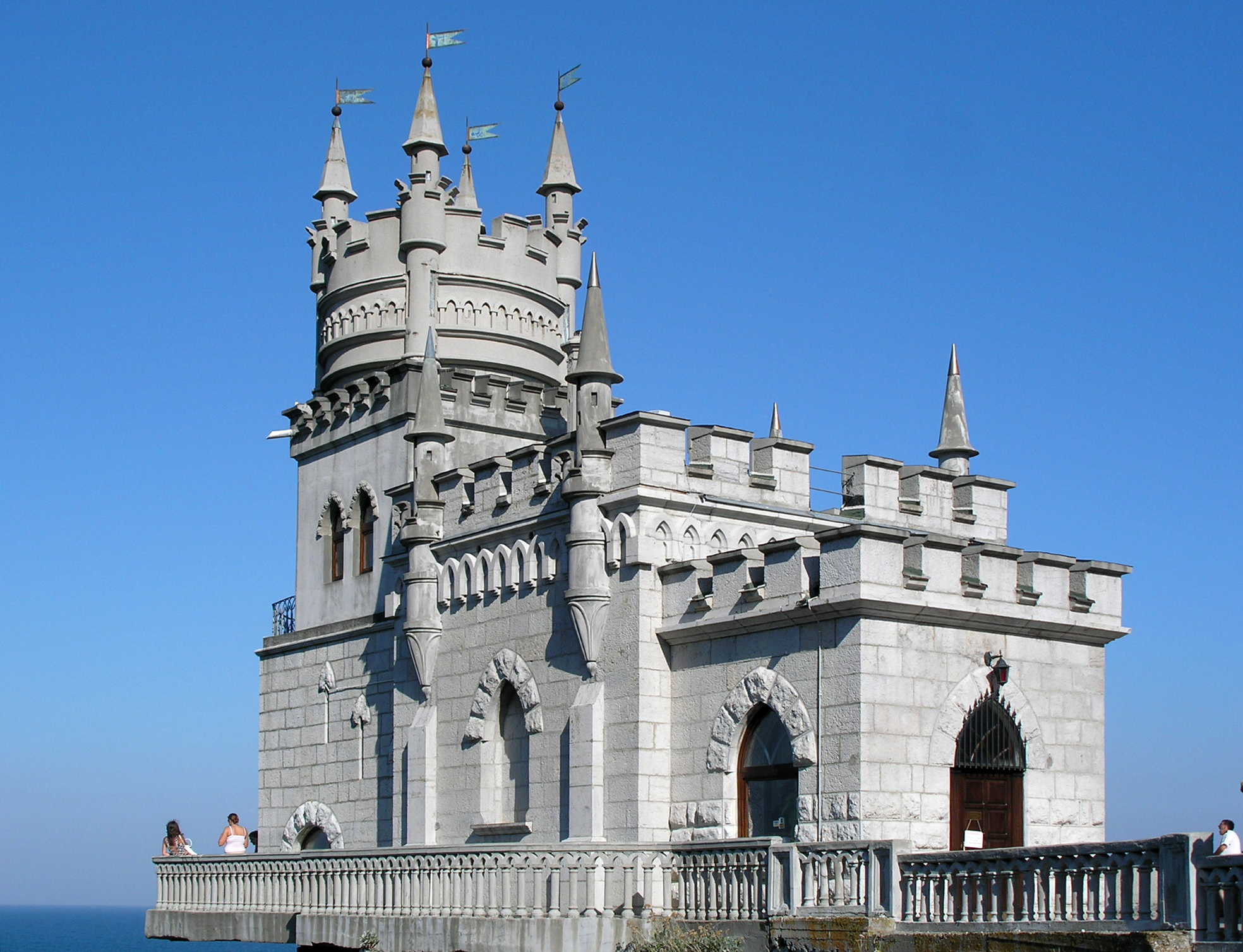
Tổ Yến là một biểu tượng của Krym. Lâu đài nằm gần Yalta, được xây dựng vào năm 1912 theo phong cách Tân Gothic.

Sau hành động tại các thân vương quốc Danube và tại Biển Đen, quân liên minh đổ bộ lên Krym vào tháng 9 năm 1854 và bao vây Sevastopol, là căn cứ của Hạm đội Biển Đen của Nga và liên quan đến mối đe dọa Nga có tiềm năng xâm nhập Địa Trung Hải. Sau khi giao tranh rộng rãi trên khắp Krym, thành phố thất thủ vào tháng 9 năm 1855. Chiến tranh kết thúc với thất bại của Nga vào tháng 2 năm 1856.

Chiến tranh tàn phá phần lớn cơ sở hạ tầng kinh tế và xã hội của Krym. Người Tatar Krym phải chạy trốn hàng loạt khỏi quê hương mình, bị bắt buộc vì tình trạng do chiến tranh gây ra, hoặc do bị áp bức và trưng thu đất đai. Những người sống sót sau hành trình, nạn đói và dịch bệnh đã định cư tại Dobruja, Anatolia, và các nơi khác của Đế quốc Ottoman. Cuối cùng, chính phủ Nga quyết định dừng quá trình này, do nông nghiệp bắt đầu chịu tổn thất do vùng đất nông nghiệp màu mỡ không được chăm sóc.

## Nội chiến Nga (1917–1922)

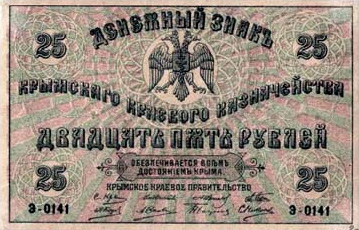
Tiền giấy 25-ruble của Chính phủ khu vực Krym

Sau Cách mạng Nga 1917, tình hình quân sự và chính trị tại Krym trở nên hỗn loạn giống như phần lớn Nga. Trong Nội chiến Nga sau đó, Krym qua tay nhiều thế lực và trong một thời gian là thành trì của quân Bạch vệ chống Bolshevik. Bán đảo cũng là nơi đứng chân cuối cùng của Bạch vệ Nga dưới quyền Tướng quân Wrangel chống lại Nestor Makhno và Hồng quân vào năm 1920. Khi sức kháng cự này bị đè bẹp, nhiều chiến binh và thường dân chống Bolshevik trốn thoát bằng thuyền đến Istanbul.
Khoảng 50.000 tù binh Bạch vệ và thường dân bị hành quyết bằng cách xử bắn và treo cổ sau thất bại của Tướng Wrangel vào cuối năm 1920. Đây được cho là một trong các vụ tàn sát lớn nhất trong Nội chiến Nga.
Từ 56.000 đến 150.000 thường dân sau đó bị sát hại trong Khủng bố Đỏ, do Béla Kun tổ chức.
Các thế lực từng cai trị Krym:
| Quốc gia                                      | Thẩm quyền                                    | Giai đoạn                                                                        | Chi tiết                                                                                      |
| --------------------------------------------- | --------------------------------------------- | -------------------------------------------------------------------------------- | --------------------------------------------------------------------------------------------- |
| Đế quốc Nga (1783–1917)                       | oblast Taurida                                | Tháng 2 năm 1784 – tháng 12 năm 1796                                             | Oblast của Nga gồm vùng đất sáp nhập từ Hãn quốc Krym                                         |
| Đế quốc Nga (1783–1917)                       | guberniya Novorossiya (thành lập lần hai)     | tháng 12 năm 1796 – tháng 10 năm 1802                                            | Một guberniya của Nga, Krym chỉ là một bộ phận nhỏ                                            |
| Đế quốc Nga (1783–1917)                       | guberniya Taurida                             | tháng 10 năm 1802 – tháng 12 năm 1917                                            | Một guberniya của Nga có trung tâm tại bán đảo Krym                                           |
| Cách mạng và Nội chiến Nga (1917–1921)        | Cộng hòa Nhân dân Krym                        | tháng 12 năm 1917 – tháng 1 năm 1918                                             | chính phủ của người Tatar Krym                                                                |
| Cách mạng và Nội chiến Nga (1917–1921)        | Cộng hòa Xã hội chủ nghĩa Xô viết Taurida     | 19 tháng 3 – 30 tháng 4 năm 1918                                                 | chính phủ Bolshevik                                                                           |
| Cách mạng và Nội chiến Nga (1917–1921)        | Cộng hòa Nhân dân Ukraina                     | tháng 5–6 năm 1918                                                               |                                                                                               |
| Cách mạng và Nội chiến Nga (1917–1921)        | Chính phủ Khu vực Krym lần thứ nhất           | 25 tháng 6 – 25 tháng 11 năm 1918                                                | nhà nước buf nhìn của Đức dưới quyền Maciej (Suleyman) Sulkiewicz                             |
| Cách mạng và Nội chiến Nga (1917–1921)        | Chính phủ Khu vực Krym lần thứ hai            | tháng 11 năm 1918 – tháng 4 năm 1919                                             | Chính phủ chống Bolshevik dưới quyền cựu thành viên Kadet người Karaite Krym Solomon Krym     |
| Cách mạng và Nội chiến Nga (1917–1921)        | Cộng hòa Xô viết Xã hội chủ nghĩa Krym        | 2 tháng 4 – 6 năm 1919                                                           | Chính phủ Bolshevik                                                                           |
| Cách mạng và Nội chiến Nga (1917–1921)        | Chính phủ Nam Nga                             | tháng 2 năm 1920 – tháng 4 năm 1920                                              | Chính phủ của tướng Bạch vệ Anton Denikin                                                     |
| Cách mạng và Nội chiến Nga (1917–1921)        | Chính phủ Nam Nga                             | tháng 4 (chính thức, 16 tháng 8) – 16 tháng 11 năm 1920                          | Chính phủ của tướng Bạch vệ Pyotr Wrangel                                                     |
| Cách mạng và Nội chiến Nga (1917–1921)        | Chính phủ Uỷ ban Cách mạng Bolshevik          | tháng 11 năm 1920 – 18 tháng 10 năm 1921                                         | Chính phủ Bolshevik dưới quyền Béla Kun (đến 20 tháng 2 năm 1921), sau đó là Mikhail Poliakov |
| Cách mạng và Nội chiến Nga (1917–1921)        | Cộng hòa Xô viết Xã hội chủ nghĩa Tự trị Krym | 18 tháng 10 năm 1921 – 30 tháng 6 năm 1945                                       | Cộng hòa tự trị của nước Nga Xô viết                                                          |
| Thời kỳ Liên Xô (1921–1991)                   | Cộng hòa Xô viết Xã hội chủ nghĩa Tự trị Krym | 18 tháng 10 năm 1921 – 30 tháng 6 năm 1945                                       | Cộng hòa tự trị của nước Nga Xô viết                                                          |
| tỉnh Krym                                     | 30 tháng 6 năm 1945 – 19 tháng 2 năm 1954     | Một tỉnh nằm trực tiếp dưới quyền kiểm soát của nước Nga Xô viết                 |                                                                                               |
| tỉnh Krym                                     | 19 tháng 2 năm 1954 – 1991                    | Moitj tỉnh của Ukraina Xô viết sau chuyển giao bởi Đoàn chủ tịch Xô viết Tối cao |                                                                                               |
| Cộng hòa Xã hội chủ nghĩa Xô viết Tự trị Krym | 19 tháng 6 năm 1991 – 6 tháng 5 năm 1992      | Cộng hòa tự trị của Ukraina Xô viết                                              |                                                                                               |

## Liên Xô (1922–1991)

### Giữa hai thế chiến

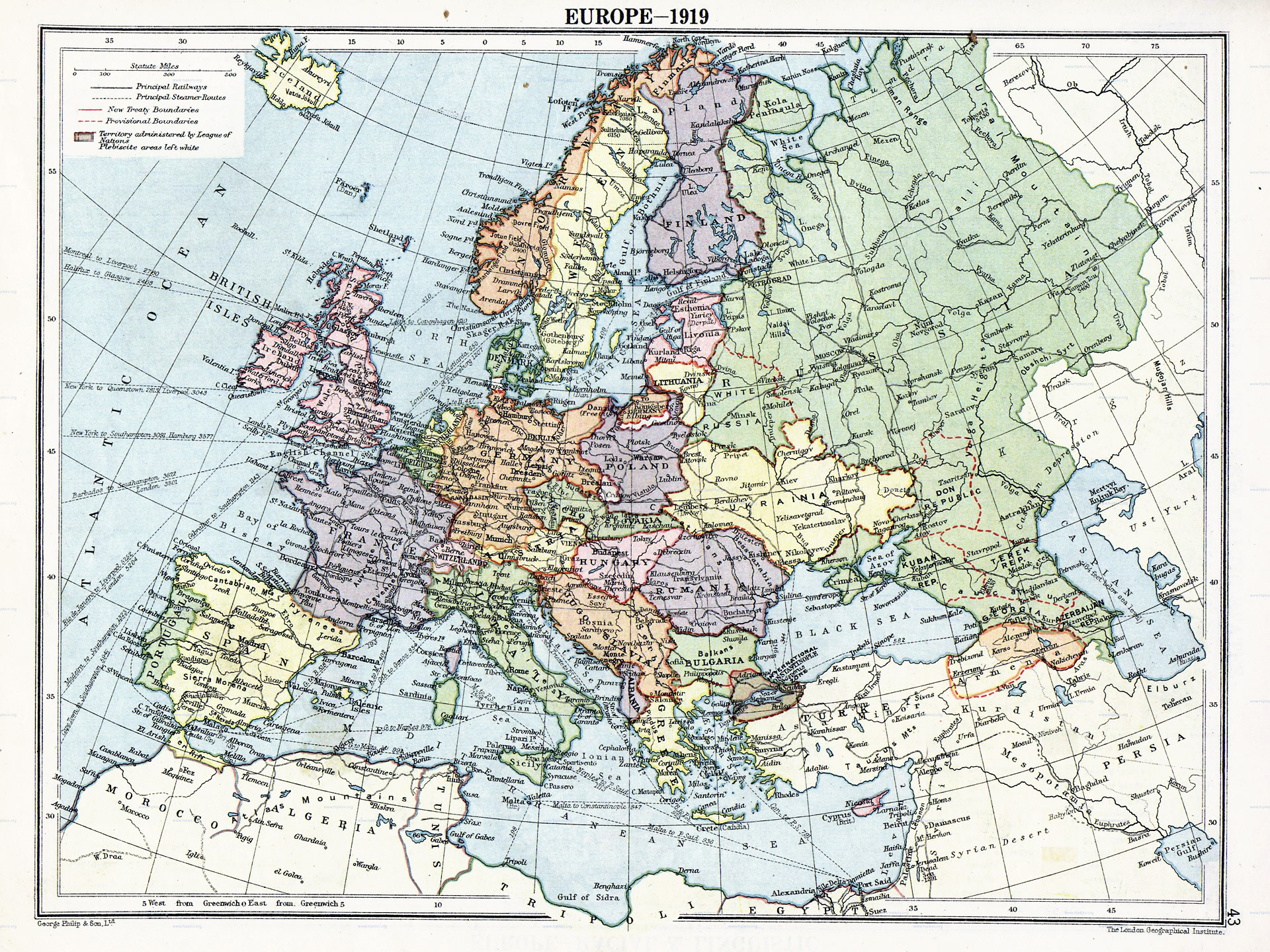
Bản đồ năm 1919 về châu Âu, Hội Địa lý London

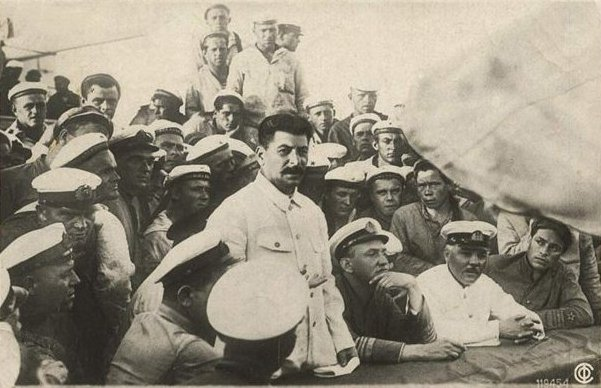
Stalin trên tàu chiến " Ukraina Đỏ", bờ biển Krym gần làng Mukhalatka, 1929

Krym trở thành bộ phận của Cộng hòa Xã hội chủ nghĩa Xô viết Liên bang Nga vào ngày 18 tháng 10 năm 1921 với vị thế Cộng hòa Xã hội chủ nghĩa Xô viết Tự trị Krym, CHXHCNXV Liên bang Nga tham gia hình thành Liên bang Xô viết vào năm 1922, Krym duy trì một mức độ tự chủ nhất định trên danh nghĩa và được vận hành như một khu biệt lập của người Tatar Krym.
Tuy nhiên, điều này không bảo vệ người Tatar Krym đang chiếm khoảng 25% dân số bán đảo, khỏi các cuộc đàn áp của Joseph Stalin trong thập niên 1930. Người Hy Lạp là nhóm văn hoá khác chịu tổn hại. Đất đai của họ bị mất đi trong quá trình tập thể hoá, khi đó nông dân không được bồi thường bằng tiền công. Trường học dạy tiếng Hy Lạp bị đóng cửa và văn học Hy Lạp bị phá hủy, vì Liên Xô nhận định người Hy Lạp là "phản cách mạng" do các liên hệ của họ với nhà nước Hy Lạp tư bản, và văn hoá độc lập của họ.
Từ năm 1923 đến năm 1944, có những nỗ lực nhằm tạo ra các khu định cư Do Thái tại Krym. Có hai nỗ lực để thiết lập quyền tự trị của người Do Thái tại Krym, nhưng cuối cùng đều thất bại.
Krym trải qua hai nạn đói nghiêm trọng trong thế kỷ 20, nạn đói 1921–1922 và Holodomor 1932–1933. Một dòng người Slav (chủ yếu là người Nga và người Ukraina) lớn đổ vào Krym trong thập niên 1930 do kết quả từ chính sách phát triển khu vực của Liên Xô. Những biến động nhân khẩu học này làm thay đổi vĩnh viễn cân bằng dân tộc trong khu vực.

### Thế chiến II
Trong Chiến tranh thế giới thứ hai, Krym là chiến trường của một số trận đánh đẫm máu. Các thủ lĩnh của Đức Quốc xã nóng lòng muốn chinh phục và thuộc địa hoá bán đảo màu mỡ và tươi đẹp này, nằm trong chính sách của họ về tái định cư người Đức tại Đông Âu trên đất đai của người Slav. Trong Chiến dịch Krym, quân Đức và Romania chịu thương vong nặng nề vào mùa hè năm 1941 khi họ cố gắng tiến quân qua eo đất Perekop hẹp nối Krym với đại lục Liên Xô. Đến khi quân Đức đột phá (Chiến dịch Trappenjagd), họ chiếm giữ hầu hết Krym ngoại trừ Sevastopol, thành phố này bị bao vây và sau này được trao thưởng danh hiệu Thành phố Anh hùng sau chiến tranh. Hồng quân toinr thất 170.000 binh sĩ do thiệt mạng hoặc bị bắt làm tù binh, và ba tập đoàn quân (44, 47, 51) cùng với 21 sư đoàn.

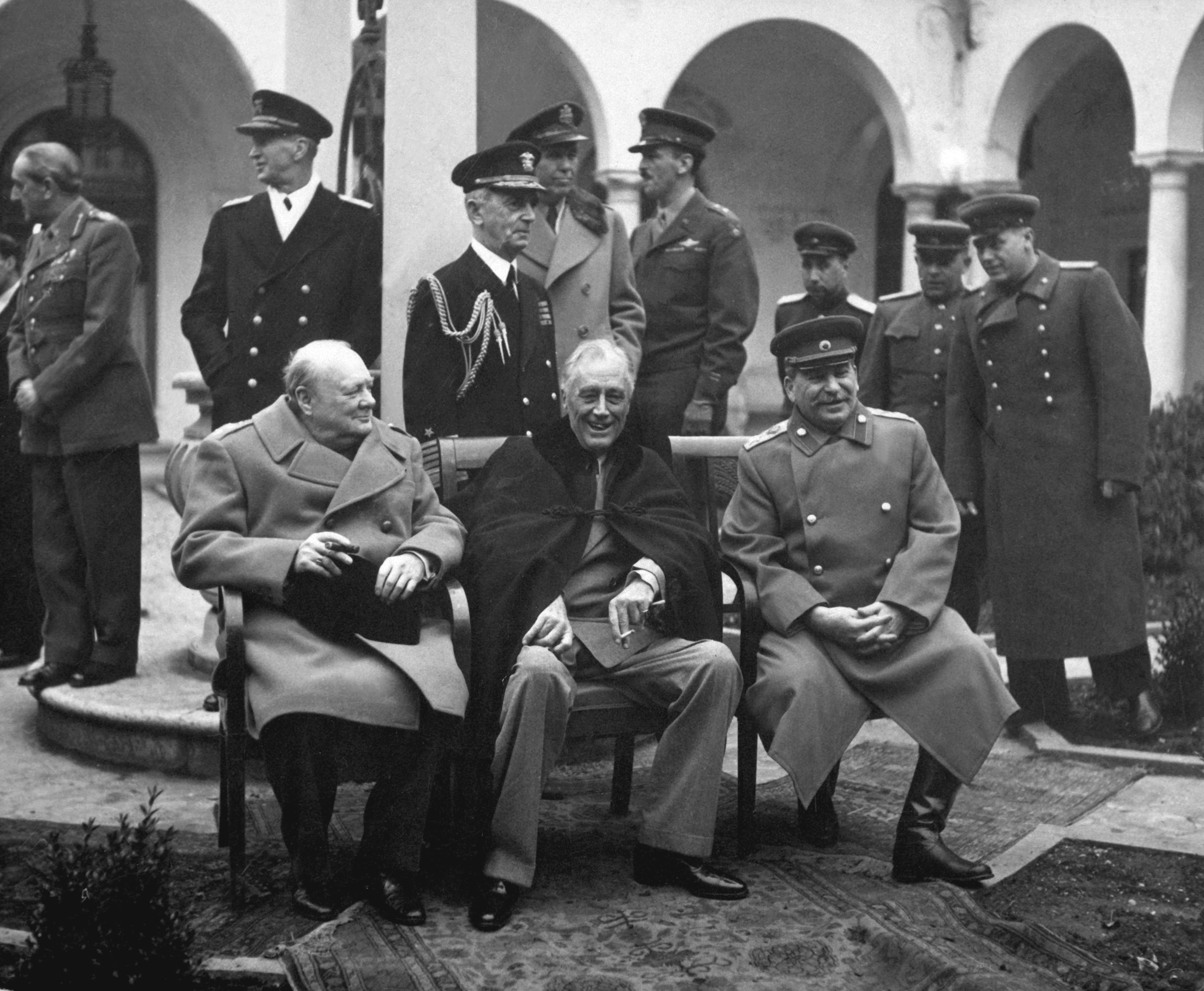
"Bộ ba lớn" trong Hội nghị Yalta tại Krym: Winston Churchill, Franklin D. Roosevelt và Joseph Stalin.

Sevastopol bị bao vây từ tháng 10 năm 1941 đến ngày 4 tháng 7 năn 1942 khi quân Đức chung cuộc đã chiếm được thành phố. Từ ngày 1 tháng 9 năm 1942, bán đảo được quản lý với danh nghĩa Generalbezirk Krim (tổng khu Krym) und Teilbezirk (và phân khu) Taurien, do Generalkommissar Alfred Eduard Frauenfeld (1898–1977) quản lý, dưới thẩm quyền của ba Reichskommissar liên tiếp của toàn Ukraina. Bất chấp các chiến thuật nặng tay của Đức Quốc xã và sự hỗ trợ của quân Romania và Ý, dãy núi Krym vẫn là một thành trì bất khả xâm phạm của lực lượng kháng chiến bản địa (du kích) cho đến ngày bán đảo được giải phóng khỏi lực lượng chiếm đóng.
Người Do Thái Krym là mục tiêu tiêu diệt trong thời kỳ chiếm đóng của Đức Quốc xã. Theo Yitzhak Arad, "Vào tháng 1 năm 1942, một đại đội gồm những người tình nguyện Tatar được thành lập tại Simferopol dưới quyền chỉ huy của Einsatzgruppe 11. Đại đội này tham gia vào các cuộc săn lùng và giết hại chống lại người Do Thái ở các vùng nông thôn". Khoảng 40.000 người Do Thái Krym bị giết.
Cuộc tấn công Krym của Liên Xô giành thắng lợi, năm 1944 Sevastopol nằm dưới quyền kiểm soát  của binh sĩ Liên Xô. "Thành phố Vinh quang của Nga" này từng có các kiến trúc đẹp đã bị phá hủy hoàn toàn và phải được xây dựng lại từ đầu. Do có ý nghĩa lớn về lịch sử và biểu tượng đối với người Nga, thành phố trở thành một ưu tiên của Stalin và chính phủ Liên Xô nhằm khôi phục vinh quang trong quá khứ trong thời gian ngắn nhất có thể.Bản mẫu:Self-published inline
Cảng Yalta của Krym tổ chức Hội nghị Yalta gồm Roosevelt, Stalin và Churchill, sự kiện sau này được nhìn nhận là phân chia châu Âu giữa vùng ảnh hưởng cộng sản và dân chủ.

#### Trục xuất người Tatar Krym
Ngày 18 tháng 5 năm 1944, toàn bộ cư dân người Tatar Krym bị chính phủ Liên Xô của Stalin trục xuất cưỡng ép đến Trung Á, đó là một dạng trừng phạt tập thể dựa trên lý lẽ là dân tộc này bị cáo buộc cộng tác với quân Đức và thành lập các quân đoàn Tatar thân Đức.:483 Ngày 26 tháng 6 cùng năm, các cư dân Armenia, Bulgaria và Hy Lạp cũng bị trục xuất đến Trung Á, và một phần đến Ufa và vùng xung quanh thuộc dãy núi Ural. Tổng cộng có trên 230.000 người – khoảng một phần năm tổng dân số bán đảo Krym khi đó – bị trục xuất, chủ yếu đến Uzbekistan. Đến cuối mùa hè năm 1944, việc thanh lọc dân tộc tại Krym đã hoàn thành. Năm 1967, người Tatar Krym được phục hồi địa vị, nhưng bị cấm quay về quê hương mình cho đến thời gian cuối của Liên Xô. Sự kiện trục xuất được Ukraina công nhận chính thức là diệt chủng từ 2015.
Các dân tộc khác được tái định cư tại bán đảo, chủ yếu là người Nga và người Ukraina. Hầu hết các chuyên gia cho rằng sự kiện trục xuất nằm trong kế hoạch của Liên Xô nhằm giành quyền tiếp cận Dardanelles và giành lãnh thổ tại Thổ Nhĩ Kỳ, hoặc để loại bỏ người dân tộc thiểu số khỏi các vùng biên giới của Liên Xô.
Gần 8.000 người Tatar Krym thiệt mạng trong quá trình trục xuất, và hàng chục nghìn người thiệt mạng sau đó do các điều kiện lưu đày khắc nghiệt. Người Tatar Krym phải bỏ lại 80.000 hộ gia đình và 360.000 acre đất đai.

### Hậu chiến
Krym từ nước cộng hòa tự trị không có dân tộc tiêu đề bị chuyển thành một tỉnh trong CHXHCNXV Liên bang Nga vào ngày 30 tháng 6 năm 1945. Một quá trình phi Tatar hoá Krym được bắt đầu nhằm xoá bỏ ký ức về người Tatar, bao gồm đổi tên hàng loạt hầu hết các địa danh, chuyển thành các tên gọi Slav và cộng sản. Rất ít địa điểm – Bakhchysarai, Dzhankoy, İşün, Alushta, Alupka, và Saky – được đổi lại tên gốc của chúng sau khi Liên Xô sụp đổ.

#### Chuyển giao cho Ukraina Xô viết năm 1954

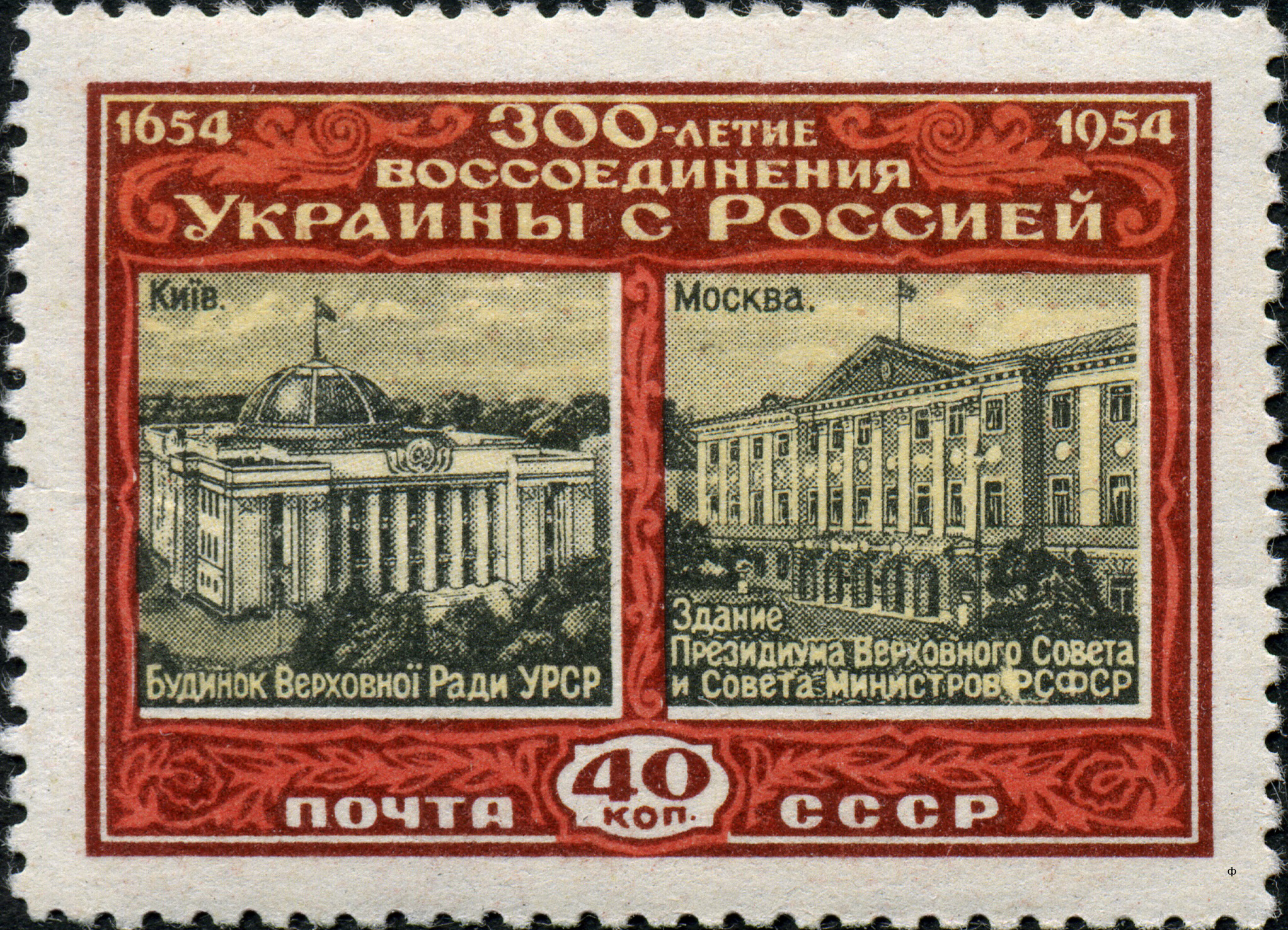
Tem tuyên truyền Liên Xô năm 1954 đánh dấu kỷ niệm 300 năm tái thống nhất Ukraina với Nga.

Ngày 19 tháng 2 năm 1954, tỉnh Krym được chuyển giao thẩm quyền từ CHXHCNXV Liên bang Nga sang CHXHCNXV Ukraina, trên cơ sở "đặc điểm hợp nhất của nền kinh tế, sự gần gũi về lãnh thổ và mối quan hệ kinh tế và văn hóa chặt chẽ giữa tỉnh Krym và Cộng hòa Xã hội chủ nghĩa Xô viết Ukraina" và để kỷ niệm 300 năm thống nhất Ukraina với Nga.
Sevastopol là một thành phố đóng cửa do tầm quan trọng của nó là cảng nhà của Hạm đội Biển Đen Liên Xô và chỉ được gắn kết vào tỉnh Krym vào năm 1978.
Việc xây dựng kênh đào Bắc Krym được bắt đầu vào năm 1957 ngay sau khi chuyển giao Krym, đây là một kênh đào phục vụ tưới tiêu tại tỉnh Kherson và bán đảo Krym. Kênh đào cũng có nhiều nhánh khắp tỉnh Kherson và bán đảo Krym. Các công trình chính của dự án diễn ra từ năm 1961 đến 1971 và có ba giai đoạn.
Trong những năm sau chiến tranh, Krym phát triển mạnh mẽ khi trở thành một địa điểm du lịch, với các điểm tham quan và viện điều dưỡng mới cho khách du lịch.  Khách du lịch đến từ khắp Liên Xô và các quốc gia vệ tinh của họ, đặc biệt là từ CHDC Đức. Theo thời gian, bán đảo cũng trở thành một điểm đến du lịch chính cho các du thuyền bắt nguồn từ Hy Lạp và Thổ Nhĩ Kỳ.  Cơ sở hạ tầng và sản xuất của Krym cũng phát triển, đặc biệt là xung quanh các cảng biển tại Kerch và Sevastopol và tại thủ phủ Simferopol.  Dân số người Ukraina và người Nga tăng gấp đôi do các chính sách đồng hóa, với hơn 1,6 triệu người Nga và 626.000 người Ukrainela sống trên bán đảo vào năm 1989.

## Thời hậu Xô viết

### Ukraina quản lý

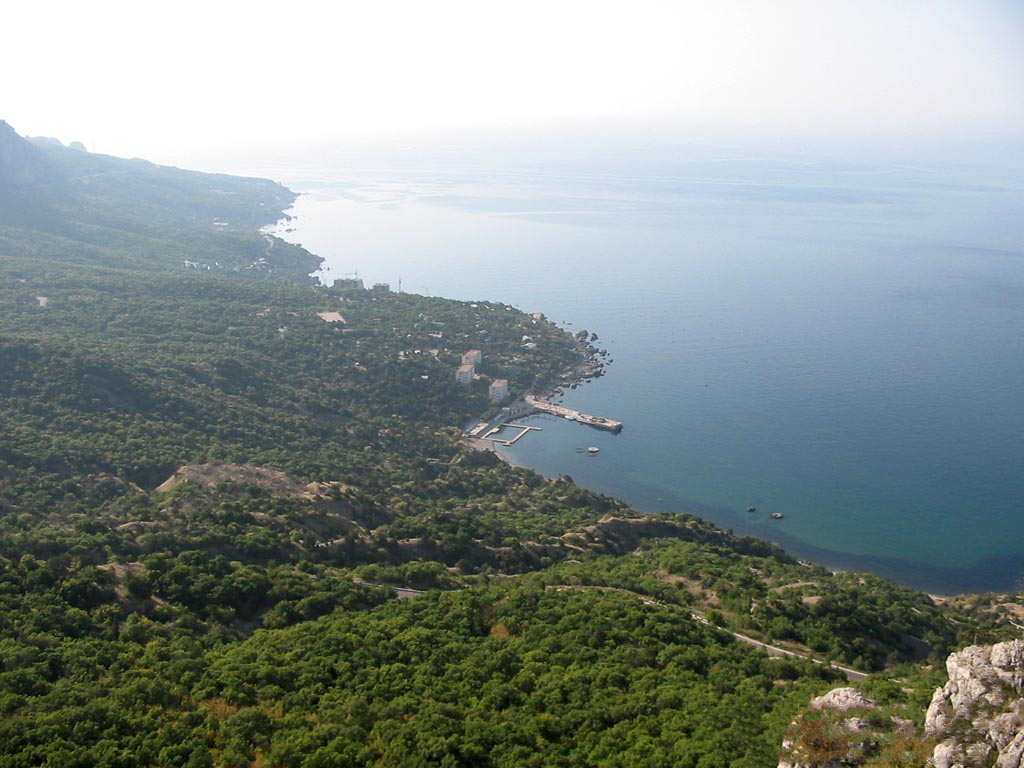
Điểm cực nam của Krym là mũi Sarych trên bờ biển phía bắc của Biển Đen, hiện do Hải quân Nga sử dụng.

Khi Liên Xô tan rã và Ukraina độc lập, bán đảo Krym có dân tộc Nga chiếm đa số được tổ chức lại thành Cộng hòa Krym, sau một cuộc trưng cầu dân ý vào năm 1991, với việc nhà cầm quyền Krym thúc đẩy độc lập hơn khỏi Ukraina và liên kết chặt chẽ hơn với Nga. Năm 1995, nước cộng hòa bị Ukraina cưỡng chế bãi bỏ và thay thế bằng Cộng hòa Tự trị Krym nằm vững chắc dưới thẩm quyền của Ukraina. Cũng có những căng thẳng không liên tục với Nga về Hạm đội của Liên Xô, nhưng hiệp ước năm 1997 đã phân chia Hạm đội Biển Đen Liên Xô, cho phép Nga tiếp tục đặt hạm đội của họ tại Sevastopol, với hợp đồng thuê gia hạn vào năm 2010.
Năm 2006, các cuộc biểu tình nổ ra trên bán đảo sau khi Thủy quân lục chiến Hoa Kỳ đến thành phố Feodosiya của Krym để tham gia tập trận quân sự Sea Breeze 2006 Ukraina–NATO.  Nghị viện Krym tuyên bố Krym là "lãnh thổ không có NATO".  Sau nhiều ngày phản đối, Thủy quân lục chiến Hoa Kỳ đã rút khỏi bán đảo.
Vào tháng 9 năm 2008, sau Chiến tranh Nga–Gruzia, Bộ trưởng Ngoại giao Ukraina Volodymyr Ohryzko cáo buộc Nga cấp hộ chiếu Nga cho người dân tại Krym và mô tả đây là "vấn đề thực sự" do Nga tuyên bố chính sách can thiệp quân sự ở nước ngoài để bảo vệ công dân Nga. Valentyn Nalyvaychenko, quyền giám đốc của Cơ quan An ninh Ukraina (SBU), tuyên bố vào ngày 17 tháng 2 năm 2009 rằng ông tin tưởng rằng bất kỳ "kịch bản Ossetia" nào đều không thể xảy ra ở Krym. SBU bắt đầu tố tụng hình sự chống lại hiệp hội thân Nga "Mặt trận nhân dân Sevastopol-Krym-Nga" vào tháng 1 năm 2009.
Vào ngày 24 tháng 8 năm 2009, các cuộc biểu tình chống Ukraina đã được tổ chức tại Krym bởi các cư dân gốc Nga. Sergei Tsekov, một chính trị gia cấp cao thân Nga, khi đó nói rằng ông hy vọng rằng Nga sẽ ủng hộ chủ nghĩa ly khai của Krym giống như cách họ đã làm tại Nam Ossetia và Abkhazia.
Trước năm 2014, Krym có thể được coi là một phần của căn cứ chính trị của Tổng thống khi đó là Viktor Yanukovych.  Vì vậy, trong khoảng thời gian ngay trước năm 2014, Krym đã không trải qua các cuộc huy động mạnh mẽ chống lại Ukraina hoặc nhân danh việc sáp nhập vào Nga.

### Nga sáp nhập
Các sự kiện tại Kyiv lật đổ tổng thống Ukraina Viktor Yanukovych đã gây ra các cuộc biểu tình chống lại chính phủ mới của Ukraina. Đồng thời, tổng thống Nga Vladimir Putin đã thảo luận về các sự kiện của Ukraina với các giám đốc cơ quan an ninh nhận xét rằng "chúng ta phải bắt đầu làm việc để đưa Krym trở về Nga". Vào ngày 27 tháng 2, các binh sĩ Nga chiếm giữ các điểm chiến lược trên khắp Krym. Điều này dẫn đến việc thành lập chính phủ Aksyonov thân Nga tại Krym, Trưng cầu dân ý về tình trạng Krym và tuyên bố Krym độc lập vào ngày 16 tháng 3 năm 2014. Mặc dù Nga ban đầu tuyên bố quân đội của họ không tham gia vào các sự kiện, nhưng sau đó thừa nhận rằng họ đã làm. Nga chính thức sáp nhập Krym vào ngày 18 tháng 3 năm 2014. Sau sáp nhập, Nga tăng cường sự hiện diện quân sự của mình trên bán đảo và đưa ra các mối đe dọa hạt nhân nhằm củng cố hiện trạng mới trên thực địa.
Ukraina và nhiều quốc gia khác lên án việc sáp nhập và cho đó là vi phạm luật pháp quốc tế và các thỏa thuận của Nga về bảo vệ toàn vẹn lãnh thổ của Ukraina. Việc sáp nhập đã dẫn đến việc các thành viên khác của G8 đình chỉ Nga khỏi nhóm và áp dụng các lệnh trừng phạt.  Đại hội đồng Liên Hợp Quốc cũng bác bỏ trưng cầu dân ý và sáp nhập, thông qua một nghị quyết khẳng định "sự toàn vẹn lãnh thổ của Ukraina trong các đường biên giới được quốc tế công nhận".
Theo khảo sát được thực hiện bởi Pew Research Center vào năm 2014, phần lớn cư dân Krym nói rằng họ tin rằng cuộc trưng cầu dân ý là tự do và công bằng (91%) và rằng chính phủ tại Kyiv nên công nhận kết quả của cuộc bỏ phiếu (88%). Chính phủ Nga phản đối bị gắn mác "thôn tính", khi Putin bảo vệ cuộc trưng cầu dân ý là tuân thủ nguyên tắc quyền tự quyết của các dân tộc.

### Kết quả

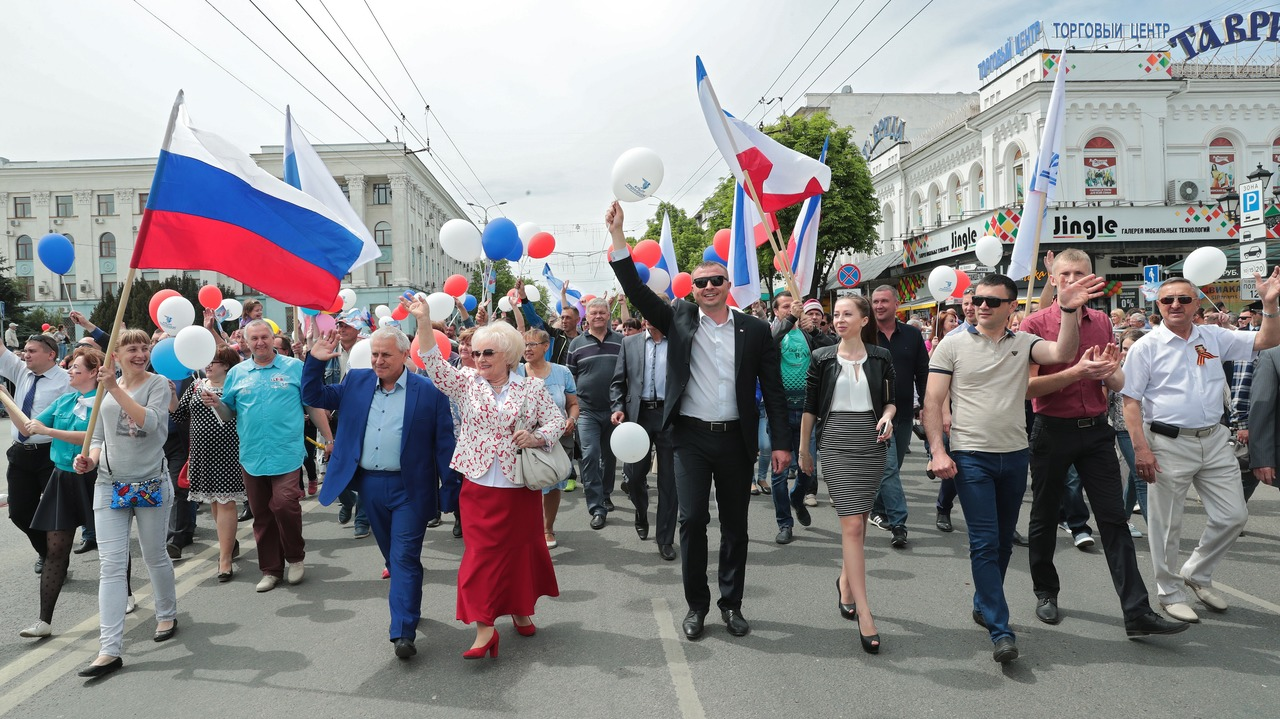
Diễu hành ngày Quốc tế lao động tại Simferopol, 1 tháng 5 năm 2019

Trong vòng vài ngày sau khi ký hiệp ước gia nhập, quá trình sáp nhập Krym vào liên bang Nga đã bắt đầu với việc rúp Nga được đưa vào lưu thông chính thức và sau này trở thành tiền tệ duy nhất cho thanh toán hợp pháp đồng hồ được chuyển sang giờ Moskva. Bản sửa đổi Hiến pháp Nga đã chính thức được công bố với Cộng hòa Krym và thành phố liên bang Sevastopol được thêm vào các chủ thể liên bang Nga, và Thủ tướng Nga Dmitry Medvedev tuyên bố rằng Krym đã được hợp nhất hoàn toàn vào Nga. Kể từ khi sáp nhập, Nga đã hỗ trợ di cư quy mô lớn vào Krym.
Sau khi Ukraina mất quyền kiểm soát lãnh thổ vào năm 2014, họ cắt nguồn cung cấp nước của kênh Bắc Krym vốn cung cấp 85% nhu cầu nước ngọt của bán đảo từ sông Dnepr. Việc phát triển các nguồn nước mới được thực hiện, với những khó khăn lớn, để thay thế các nguồn mà Ukraina đã đóng cửa. Vào năm 2022, quân Nga từ bán đảo Krym chiếm đóng một phần lớn của tỉnh Kherson, cho phép họ mở khóa kênh Bắc Krym bằng vũ lực, nối lại nguồn cung cấp nước vào Krym.

Bắt đầu từ tháng 7 năm 2022, một loạt vụ nổ và hỏa hoạn đã xảy ra tại bán đảo Krym.

### Sử học sử
- Kizilov, Mikhail; Prokhorov, Dmitry. "The Development of Crimean Studies in the Russian Empire, the Soviet Union, and Ukraine," Acta Orientalia Academiae Scientiarum Hungaricae (Dec 2011), Vol. 64 Issue 4, pp437–452.